# George Cruikshank
George Cruikshank, angleški karikaturist, ilustrator, * 27. september 1792, London, Anglija, † 1. februar 1878.
George Cruikshank  je bil angleški karikaturist in knjižni ilustrator. Rodil se je v Londonu v ugledni družini umetnikov in karikaturistov. Njegov oče je bil priznani škotski slikar in karikaturist Isaac Cruikshank.
1. 1 2  data.bnf.fr: platforma za odprte podatke — 2011.
2. ↑  Encyclopædia Britannica
3. 1 2  Find a Grave — 1996.
4. ↑  George Cruickshank
5. ↑  Union List of Artist Names — 2018.
6. ↑  KulturNav — 2016.